# Jusqu'à ce que mort s'ensuive
Pour plus de détails, voir Fiche technique et Distribution.
Jusqu'à ce que mort s'ensuive (Blanche Fury) est un film britannique réalisé par Marc Allégret en 1947, sorti en 1948.

## Synopsis
Blanche Fury, sur le point d'accoucher, se souvient que jeune femme sans ressources, elle était devenue, sur le domaine de sa famille, la gouvernante de Lavinia, petite-fille de son oncle Simon Fury. Elle avait alors rencontré l'intendant du Domaine, Philip Thorn, qui se revendiquait le fils naturel d'un Fury, ancien propriétaire décédé. Une liaison avait uni Blanche et Philip, assombrie par le caractère imprévisible de ce dernier.

## Fiche technique
- Titre original : Blanche Fury
- Titre français : Jusqu'à ce que mort s'ensuive
- Réalisation : Marc Allégret, assisté de Roger Vadim, d'Alexandre Astruc et de George Pollock
- Scénario : Audrey Erskine-Lindop et Cecil McGivern (en), d'après le roman éponyme de Joseph Shearing (en)
- Dialogues : Hugh Mills
- Photographie : Guy Green et Geoffrey Unsworth
- Direction artistique : Wilfred Shingleton
- Décors : John Bryan
- Costumes : Sophie Harris (en) et Margaret Furse
- Montage : Jack Harris et Céline Kelepikis
- Musique : Clifton Parker
- Production : Anthony Havelock-Allan
- Sociétés de production : Cineguild, Independent Producers
- Société de distribution : General Film Distributors
- Pays de production :  Royaume-Uni
- Langue : anglais
- Format : couleur (Technicolor) — 35 mm — 1,37:1 — son Mono (Western Electric Sound Recording)
- Genre : Drame de mœurs
- Dates de sortie :
  - 19 février 1948, Londres
  - 8 septembre 1948, Paris
- Durée : 90 minutes

## Distribution
- Valerie Hobson (VF : Hélène Tossy) : Blanche Fury
- Stewart Granger (VF : Jean Martinelli) : Philip Thorn
- Michael Gough : Laurence Fury
- Walter Fitzgerald : Simon Fury
- Susanne Gibbs : Lavinia
- Maurice Denham (VF : Jean-Henri Chambois) : Le major Fraser
- Sybille Binder : Louisa
- Ernest Jay (VF : René Blancard) : Calamy
- Towsend Whitling : Bank
- J.H. Roberts : Le docteur
- Allan Jeayes : M. Weatherby
- Edward Lexy : Le colonel Jenkins
- Arthur Wontner : Lord Rudford
- Amy Veness : Mme Winterbourne
- Cherry London : Molly
- George Woodbridge : Aimes
- Lionel Grose : Jordon
- Brian Herbert : Elliot
- Margareth Withers : Mme Hawkes
- Marie Ault : La vieille bohémienne

## Voix françaises
- Helene Tossy (Valerie Hobson)
- Jean Martinelli (Stewart Granger)
- Jean-Henri Chambois (Maurice Denham)
- Rene Blancard (Ernest Jay)
- Pierre Morin (James Dale)
- Jacques Berlioz (Cecil Ramage)
- Pierre Morin (Alexander Field)

## Appréciation
Lors d'une diffusion télévisée en 1994, Patrick Brion (alias André Moreau) écrivait dans Télérama :

« Premier film en couleurs de Marc Allégret, Blanche Fury (qui avait été distribué à l'époque sous le titre de Jusqu'à ce que mort s'ensuive), surprend dans l'œuvre du cinéaste. Il est étonnant que la profession cinématographique britannique, d'habitude si exigeante sur les questions syndicales et nationales, ait accepté que ce film de prestige soit réalisé par un étranger, même si la renommée d'Allégret pouvait être reconnue en Angleterre. Bénéficiant des tons superbes du Technicolor, Blanche Fury est un troublant mélodrame qui évoque à la fois Rebecca et L'Amant de lady Chatterley. Face à Valerie Hobson, réservée et surprise par l'univers qui l'entoure, Stewart Granger personnifie avec un charme inquiétant ce fils naturel souffrant de voir les autres s'attribuer des biens qu'il juge être les siens. La diffusion de ce film rarissime est une occasion à ne pas manquer. »

## Récompense
- Prix de la meilleure photo au festival international du film de Locarno 1948